# Swan Point Cemetery
Swan Point Cemetery är en begravningsplats i nordöstra Providence i Rhode Island. Begravningsplatsen upptogs i National Register of Historic Places år 1977.

## Kända begravda personer i urval

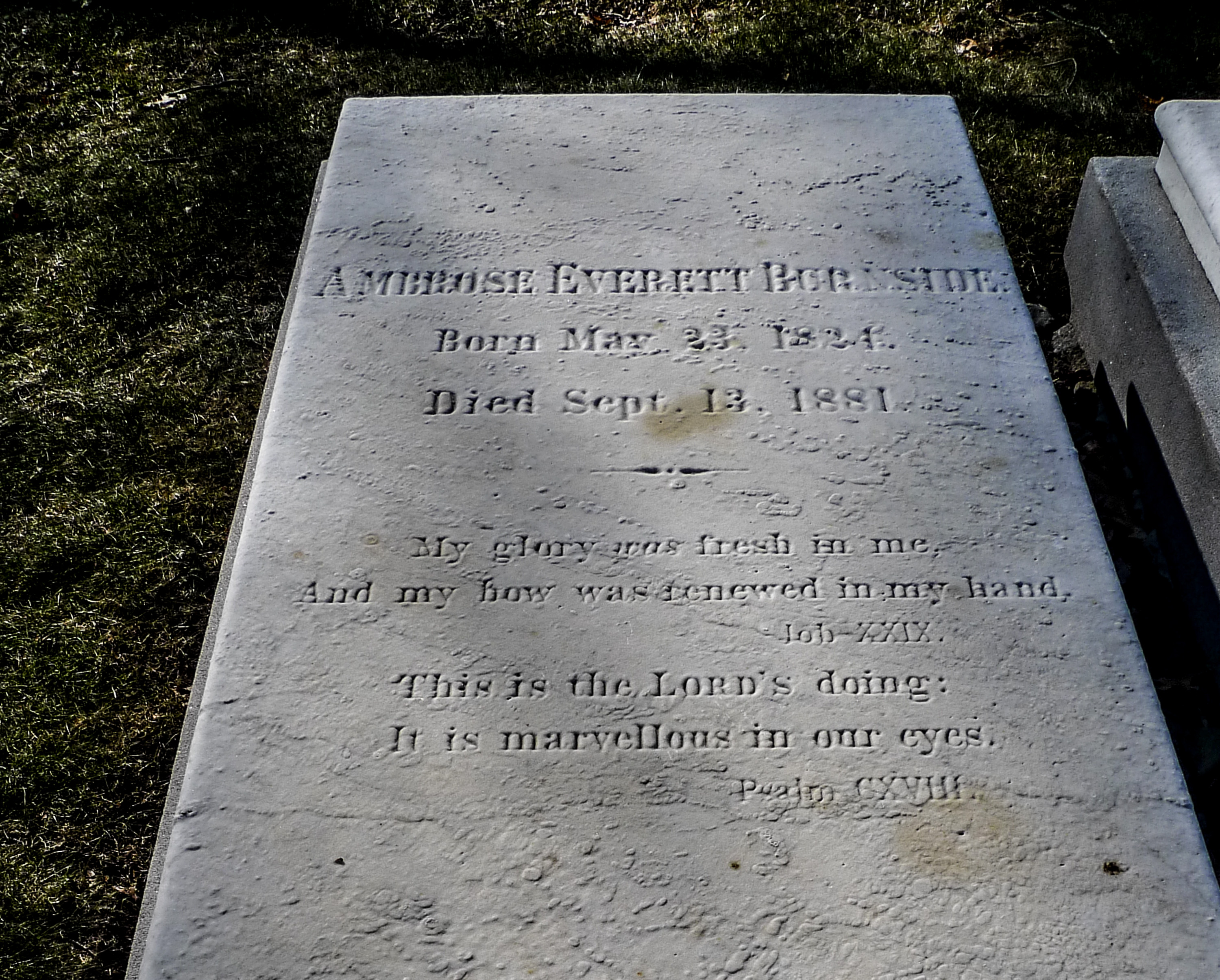
Ambrose Burnsides grav.

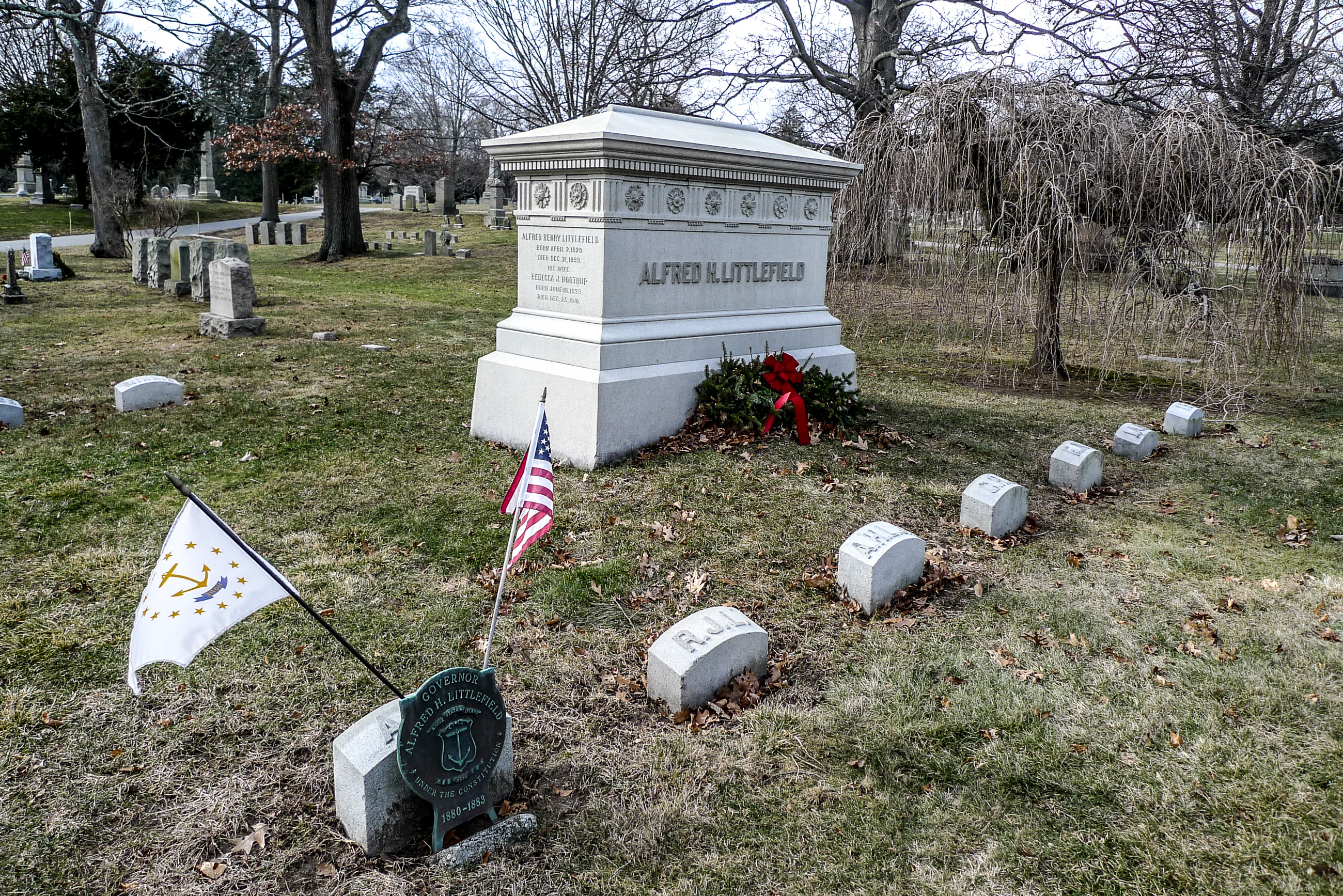
Alfred H. Littlefields grav.

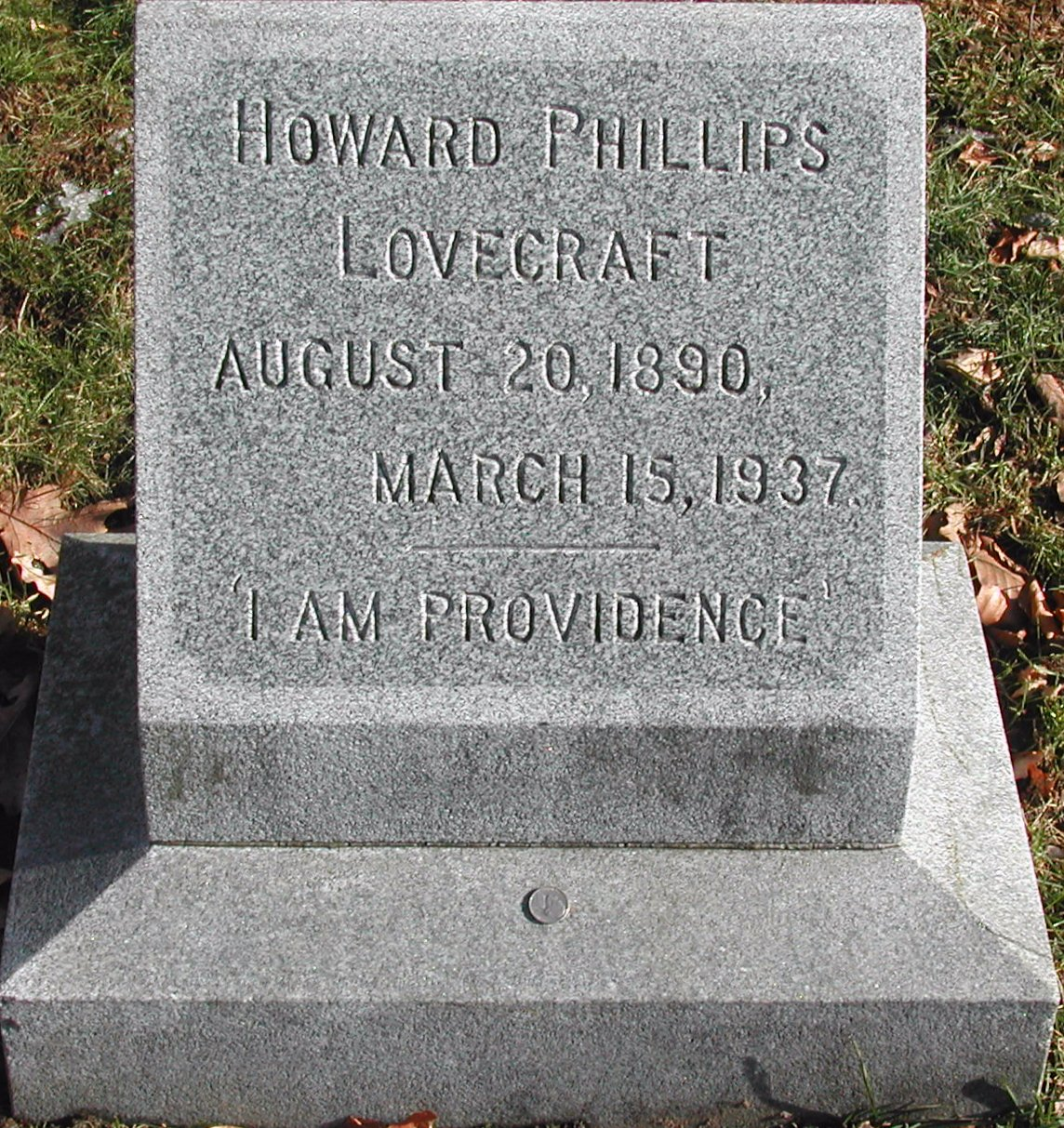
H.P. Lovecrafts grav.

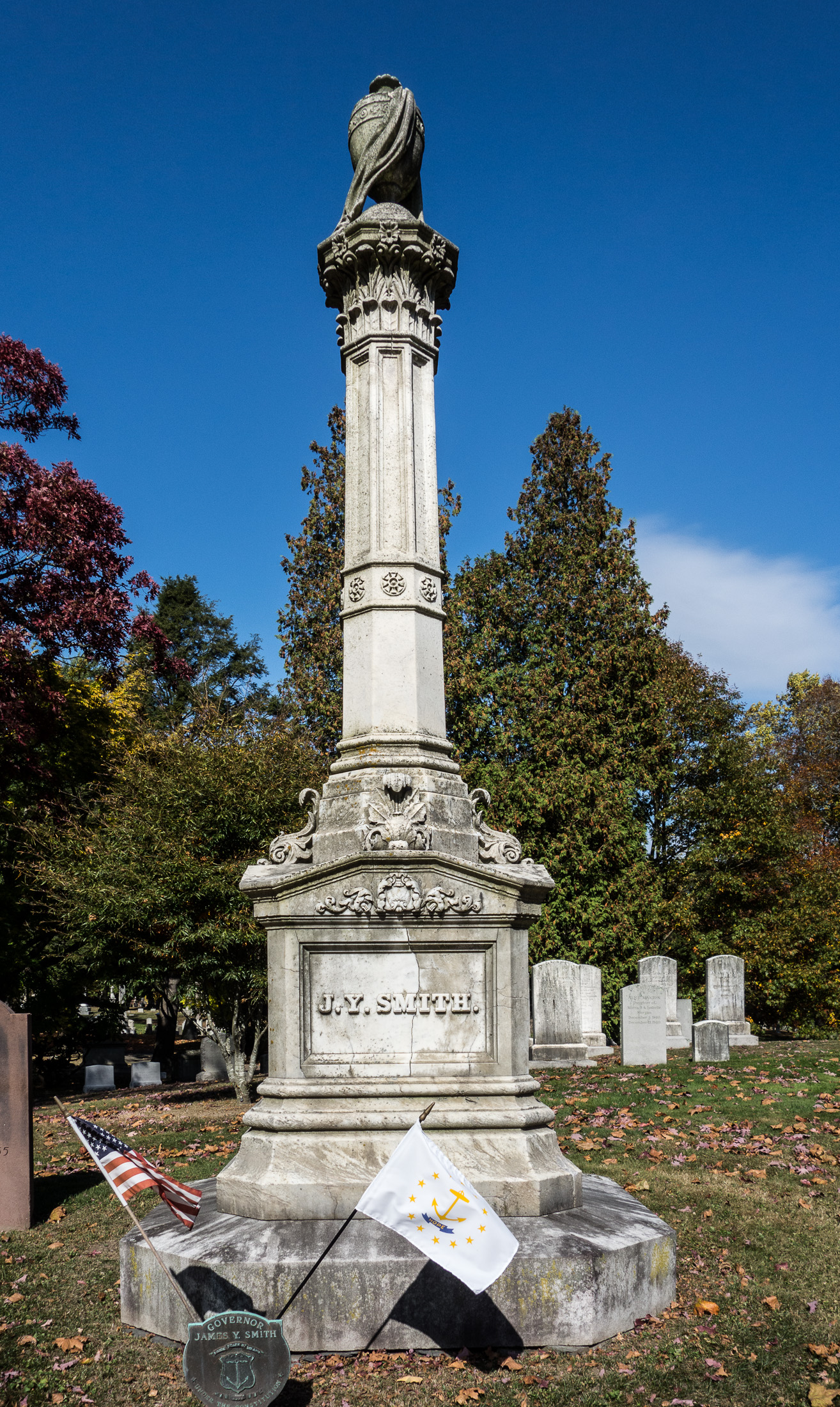
James Y. Smiths grav.

### A
- Nelson W. Aldrich (1841–1915), republikansk politiker, representanthusledamot och senator[2]
- Richard S. Aldrich (1884–1941), republikansk politiker, representanthusledamot, son till Nelson W. Aldrich[3]
- Henry B. Anthony (1815–1884), politiker (whig, knownothings, republikan), guvernör och senator[4]
- Lemuel H. Arnold (1792–1852), politiker (nationalrepublikan, whig), guvernör och representanthusledamot[5]
- Samuel G. Arnold (1821–1880), republikansk politiker, viceguvernör och senator[6]

### B
- Augustus O. Bourn (1834–1925), republikansk politiker, guvernör[7]
- D. Russell Brown (1848–1919), republikansk politiker, guvernör[8]
- Ambrose Burnside (1824–1881), militär och politiker (demokrat, republikan), guvernör och senator[9]

### C
- Adin B. Capron (1841–1911), republikansk politiker, representanthusledamot[10]
- Norman S. Case (1888–1967), republikansk politiker, viceguvernör och guvernör[11]
- Elizabeth Buffum Chace (1806–1899), abolitionist och rösträttsaktivist[12]
- Malcolm Chace (1875–1955), tennisspelare[13]
- George Henry Corliss (1817–1888), ingenjör och uppfinnare[14]

### D
- Elisha Dyer (1811–1890), politiker (whig, republikan), guvernör[15]
- Elisha Dyer Jr. (1839–1906), republikansk politiker, guvernör och borgmästare i Providence, son till Elisha Dyer[16]

### E
- Benjamin T. Eames (1818–1901), republikansk politiker, representanthusledamot[17]

### F
- Theodore Foster (1752–1828), federalistisk politiker, senator[18]

### G
- Lucius F.C. Garvin (1841–1922), politiker (republikan, demokrat) och läkare, guvernör[19]
- Daniel L.D. Granger (1852–1909), demokratisk politiker, representanthusledamot och borgmästare i Providence[20]
- Theodore F. Green (1867–1966), demokratisk politiker, guvernör och senator[21]

### H
- William W. Hoppin (1807–1890), politiker (whig, knownothings, republikan), guvernör[22]

### J
- Charles Tillinghast James (1805–1862), demokratisk politiker och ingenjör, senator[23]
- Thomas Jenckes (1818–1875), republikansk politiker, representanthusledamot[24]
- William Jones (1753–1822), federalistisk politiker och militär, guvernör[25]

### K
- Charles D. Kimball (1859–1930), republikansk politiker, guvernör[26]

### L
- Herbert W. Ladd (1839–1906), republikansk politiker, guvernör[27]
- Oscar Lapham (1837–1926), demokratisk politiker, representanthusledamot[28]
- Charles W. Lippitt (1846–1924), republikansk politiker, guvernör, son till Henry Lippitt[29]
- Henry Lippitt (1818–1891), republikansk politiker, guvernör[30]
- Henry F. Lippitt (1856–1933), republikansk politiker, senator, son till Henry Lippitt[31]
- Alfred H. Littlefield (1829–1893), politiker (whig, republikan) och affärsman, guvernör[32]
- H.P. Lovecraft (1890–1937), författare inom genrerna skräck, fantasy och science fiction[33]

### M
- Jesse H. Metcalf (1860–1942), republikansk politiker, senator[34]

### P
- Seth Padelford (1807–1878), republikansk politiker, guvernör[35]
- Charles H. Page (1843–1912), demokratisk politiker, representanthusledamot[36]
- William A. Pirce (1824–1891), republikansk politiker, representanthusledamot[37]

### S
- James Y. Smith (1809–1876), republikansk politiker och affärsman, guvernör och borgmästare i Providence[38]
- Henry J. Spooner (1839–1918), republikansk politiker, representanthusledamot[39]
- William Sprague III (1799–1856), whigpolitiker, guvernör, representanthusledamot och senator[40]
- William Sprague IV (1830–1915), republikansk politiker, guvernör och senator, brorson till William Sprague III[41]
- Walter Russell Stiness (1854–1924), republikansk politiker, representanthusledamot[42]

### T
- Royal C. Taft (1823–1912), republikansk politiker, guvernör[43]